# Хризостом (Склифас)
Митрополи́т Хризосто́м (греч. Μητροπολίτης Χρυσόστομος в миру Хри́стос Скли́фас греч. Χρήστος Σκλήφας; род. 1958, Лука) — епископ Элладской православной церкви, митрополит Патрский (с 2005).

## Биография
Родился в 1958 году в селении Лука́ в номе Аркадия в семье священника.
Окончил педагогическую академию в Триполи и богословскую школу Афинского университета.
Был пострижен в монашество в монастыре в Триполи. В 1981 году был хиротонисан во иеродиакона, а в 1983 году — во иеромонаха.
В 1983 году назначен проповедником в Мантинийской и Кинурийской митрополии.
В 2000 году назначен помощником секретаря, а в 2003 году секретарём Священного синода Элладской православной церкви.
19 февраля 2005 года избран митрополитом Патрским. 20 февраля 2005 года в митрополичьем храме в Афинах состоялась его епископская хиротония. 2 апреля состоялась его интронизация в качестве митрополита Патрского.
В июле — августе 2013 года сопровождал крест святого Андрея Первозванного во время перенесения его в пределы Русской православной церкви, в Россию, Белоруссию и на Украину в рамках празднования 1025-летия Крещения Руси. Впервые эта святыня покинула собор святого апостола Андрея в Патрах (Греция), где пребывала с 1980 года.
13 декабря 2014 года награждён премией Русской православной церкви в честь Андрея Первозванного «Вера и верность».
В июле 2023 года наложил трёхмесячный запрет в служении на клирика Патрской митрополии Анастасиоса Готцопулоса за критику патриарха Варфоломея.